# Joseph Docithe Nadeau
Pour les articles homonymes, voir Nadeau.
Joseph Docithe Nadeau (1910-1986) est un fermier, un homme d'affaires et un homme politique canadien.

## Biographie
Joseph Docithe Nadeau est né le 23 avril 1910 à Saint-François-de-Madawaska, au Nouveau-Brunswick. Son père est Émile D. Nadeau et sa mère est Élizabeth Michaud. Il étudie au Collège de Sainte-Anne-de-la-Pocatière. Il épouse Irène Daigle le 2 août 1938 et le couple a sept enfants: Gérald, Bertin, Gratien, Jean-Louis, Hermile, Danielle, et Marielle.
Il est député de Madawaska à l'Assemblée législative du Nouveau-Brunswick de 1948 à 1952 en tant que libéral. Il est aussi conseiller municipal du comté de Madawaska, de 1937 à 1941 et de 1947 à 1949.
Il meurt en 1986.